# Estil Imperi

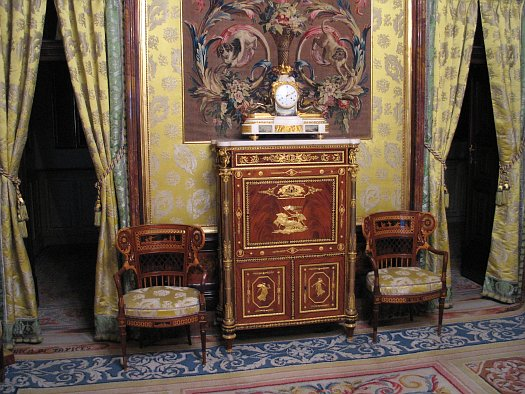
Imatge d'una habitació en estil imperi del Palau Reial de Madrid.

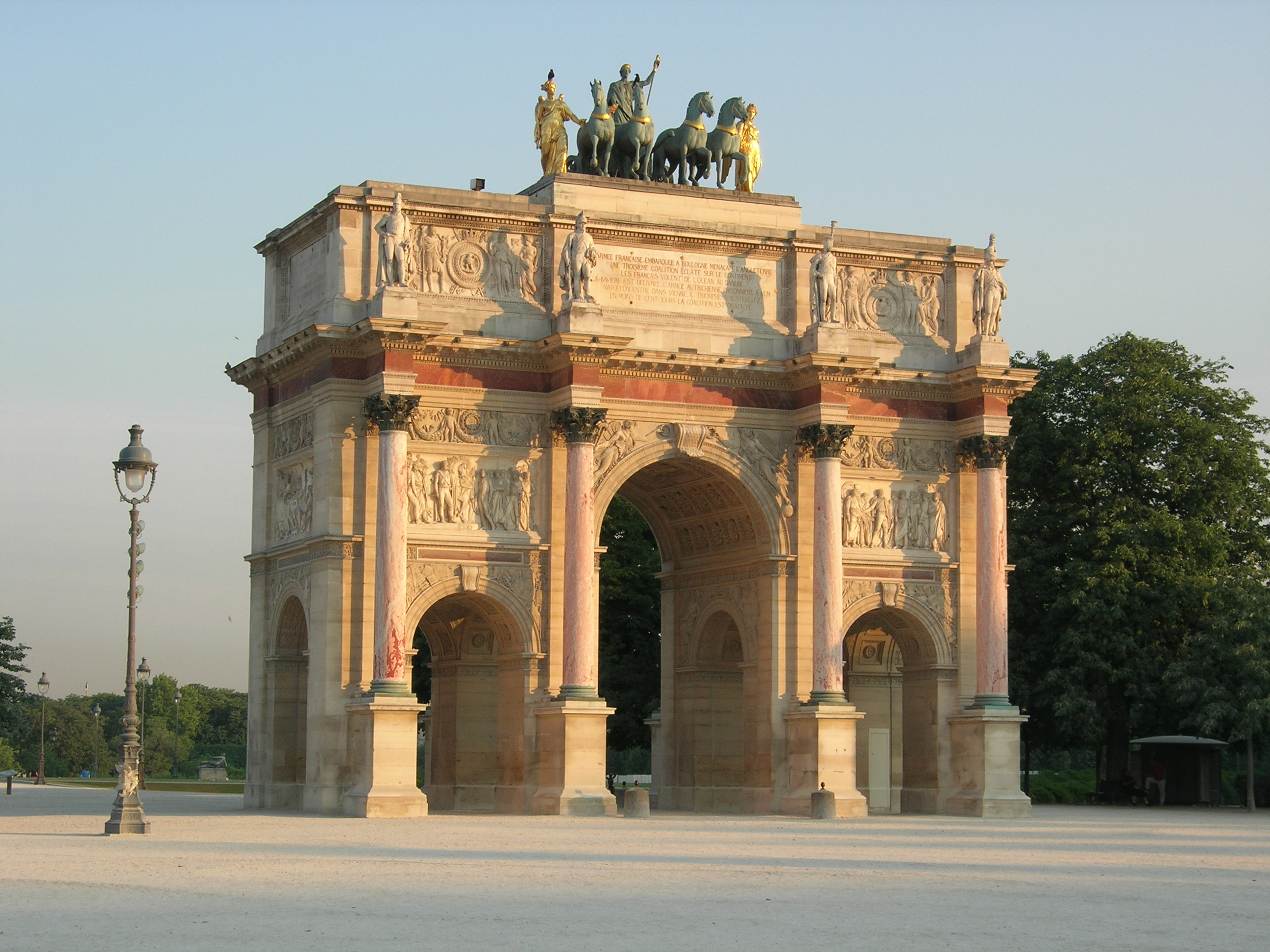
Arc de Triomf del Carrousel, exemple de l'estil Imperi en arquitectura.

L'estil Imperi, sovint considerat com una segona fase del neoclassicisme, amb la seva fase primerenca anomenada Directoire, és un estil d'inicis del segle xix d'arquitectura, mobles i decoració d'interiors que pren el seu nom i s'origina en el regnat de Napoleó Bonaparte a França, conegut com el Primer Imperi Francès (1804 - 1814), tot i això manté la seva presència fins a l'adveniment de l'estil neogòtic.
Aquest estil es caracteritza per la seva grandiositat, la seva rigidesa formal i la seva inspiració en l'art clàssic, així com per la seva capacitat de reflectir el poder i l'autoritarisme de l'època.

## Moment històric
L'estil Imperi va néixer en un context marcat per les Guerres Napoleòniques i la consolidació del poder de Napoleó Bonaparte. Després de la Revolució Francesa, França es trobava en una fase de profunda transformació política i social. Napoleó, amb l'objectiu de legitimar el seu govern i reforçar la seva imatge com a emperador, va promoure un estil artístic que reflectís la grandesa i la potència de l'estat francès. Així, l'estil Imperi es va convertir en un instrument de propaganda política, amb l'objectiu de glorificar la figura de l'emperador i el seu règim.
Per aconseguir aquests objectius, Napoleó va comptar amb la col·laboració de diversos arquitectes, dissenyadors i artistes que en van desenvolupar les línies principals i es van encarregar de popularitzar-lo i consolidar-lo. Els més coneguts són el binomi format per Charles Percier i Pierre François Léonard Fontaine, que van tenir una gran influència en les arts decoratives de l'època. ots dos havien estudiat a Roma i a la dècada de 1790 es van convertir en els principals dissenyadors de mobles a París, on van rebre molts encàrrecs de Napoleó i d'altres estadistes. Van publicar diversos llibres sobre el disseny d'interiors i el mobiliari que van popularitzar les formes i els detalls de l'estil Imperi.
Les enormes estructures neoclàssiques com l'Arc de Triomf de l'Étoile, la columna Vendôme, i  La Madeleine van ser construïdes a París per a emular els famosos edificis de l'Imperi Romà. Es barregen en un estil rococó elements propis de la cultura romana i egípcia.
En el deixant de la caiguda de Napoleó, l'estil va ser adoptat per molts altres països europeus, particularment en l'imperi Rus, on es va emprar per a celebrar la victòria sobre Napoleó en estructures monumentals tals com el Ministeri de Marina, la catedral de Kazan, la columna d'Alexander, i la Porta de Narva. A l'arquitectura estalinista se l'anomena sovint «estil Imperi de Stalin». També va fer fortuna als Països Baixos, on el Palau Reial d'Amsterdam alberga una col·lecció completa de mobles de l'Imperi de l'època de Lluís Bonaparte, la col·lecció més gran fora de França.
L'estil va sobreviure a Itàlia molt més que a la majoria d'estats Europeus, degut en part a les seves associacions amb l'Imperi Romà, en part perquè va ser restablert com estil nacional de l'arquitectura després de la unificació d'Itàlia el 1870. Mario Praz es va referir a aquest estil com l'Imperi Italià. En el Regne Unit, els Estats Units i Alemanya l'estil Imperi va ser adaptat a les condicions locals i va prendre gradualment la forma del renaixement egipci, de l'estil grec del renaixement, de l'estil Biedermeier, i de l'estil Regència.

## Característiques del moviment
L'estil Imperi es va distingir per una sèrie de característiques ben definides que el diferenciarien d'altres corrents artístics. La primera d’elles és la inspiració en el món clàssic. L'estil Imperi es va fonamentar en els models de l'antiguitat clàssica, especialment de l'arquitectura romana i grega. Aquestes influències es poden veure en l'ús de columnes, arcs, i en la simetria de les estructures.
D’altra banda, tant en arquitectura com en obres d’art, l’estil Imperi es va manifestar en termes de grandiositat i monumentalitat. Les dimensions sovint eren imponents i es creaven grans espais que generaven una sensació de majestuositat. Aquesta grandiositat buscava impressionar i transmetre una sensació de poder, que es va traduir també en l’ús de materials rics i de qualitat, com el marbre, el bronze o les fustes nobles com la caoba. Alhora, per a embellir les obres en els detalls ornamentals es van emprar l’or o el bronze daurat.
La decoració dels espais i dels objectes era rica en detalls i simbolisme. Es van emprar motius extrets del món clàssic, com l’àliga imperial o la corona de llorer, així com altres emblemes que representaven la potència i la victòria. De la mateixa manera, es va recórrer a elements d’inspiració egípcia, tant en arquitectura i monuments (obeliscs, piràmides, esfinxs, etc.), com en la decoració mural, de mobles o altres objectes.
En general, l'arquitectura i les obres d'art d'estil Imperi es van caracteritzar pel rigor de les línies, rectes i escrupolosament ortogonals i el hieratisme del conjunt.

## Manifestacions

### Arquitectura
Els edificis d'estil Imperi més reconeguts de França són el gran neoclàssic Arc de Triomf de la plaça de l'Étoile, el Palau de les Tulleries i l'Arc de Triomf del Carrusel, la columna Vendôme i La Madeleine, que es van construir a París per emular els edificis de l'Imperi Romà.
El 1806 Napoleó va encarregar a l’arquitecte Jean-François Chalgrin la construcció d’un arc a la plaça de l’Étoile per commemorar la victòria dels exèrcits francesos de l’Imperi. L’arc havia d’exaltar l’inici d’una avinguda triomfal que travessaria el Louvre i la plaça de la Bastilla. El disseny de Chalgrin es va inspirar en l'Arc de Titus de Roma i va comptar amb la col·laboració d’escultors com James Pradier, encarregat del grup escultòric del timpà, o François Rude, que va fer l’estàtua de la Marsellesa.
La grandiositat i el disseny dels jardins del palau de les Tulleries reflecteixen la imatge d’autoritarisme i poder que buscava representar el règim napoleònic. Napoleó va convertir l’antiga residència reial en habitatge imperial i va encarregar a Charles Percier i Pierre Fontaine una reforma interior a l'estil de l'Imperi neoclàssic. Al centre del jardí del Carrusel va ordenar la construcció d'un arc de triomf inspirat en l'antic arc de Septim Sever a Roma per servir com a porta cerimonial del palau. El 1808, després de convertir-se en emperador, va seguir endavant amb el gran projecte d'Enric IV de construir una nova ala del palau al costat nord dels jardins, que coincidiria amb l'ala existent al costat sud. Aquesta ala connectaria les Tulleries amb el Louvre.
Napoleó també va ordenar construir una columna commemorativa de la seva victòria a la batalla d'Austerlitz, que es va emplaçar a la plaça Vendôme. Seguia igualment models romans, especialment de la columna de Trajà, i va ser una obra coral en la que van intervenir diferents escultors. Està folrada amb una xapa en espiral que es va confeccionar amb el bronze dels canons que els francesos havien pres a l'exèrcit enemic, i que es va decorar amb baixos relleus al·lusius a la guerra.
Tot i ser una església, per a la construcció de la Madeleine el seu arquitecte, Pierre Vignon (escollit directament per Napoleó), va copiar les formes d'un temple clàssic, combinant elements de l'antiga Grècia i de Roma. De fet, el projecte original era crear un edifici destinat a la glòria de l'exèrcit napoleònic i, en inaugurar-se l'Arc de Triomf, es va convertir en església dedicada a Maria Magdalena.

### Mobiliari i arts decoratives
Inspirat en les arts grecoromanes i egípcies, el mobiliari de l’estil Imperi va imposar els angles rectes i una certa rigidesa en la decoració, tot i que de formes elegants. Les cadires, les taules i els llits es decoraven amb motius neoclassicistes i materials de luxe.
Els mobles d’aquest estil, el principal creador dels quals fou Georges Jacob, eren de superfícies llises amb aplicacions d’or i de bronze daurat. Aquest darrer material també es va utilitzar molt en rellotges, canelobres i tota mena d’objectes decoratius. Jacob havia estat un dels moblistes més cèlebres entre l’aristocràcia i reialesa franceces, però va poder evitar l’empresonament del govern revolucionari gràcies a la seva amistat amb el pintor Jacques-Louis David. Junt amb el seu fill François-Honoré-Georges Jacob-Desmalter, va proveir mobiliari per al mateix govern i per a l’emperador.
Pel que fa a l’enquadernació, l’Estil Imperi va suposar una evolució de les directrius neoclàssiques, engrandint l’amplada de les orles estampades en or que perfilaven les cobertes dels llibres, i introduint motius com les sanefes de rodes filetejades. Als quadres que es formaven als angles s'omplien amb algun motiu decoratiu, igual que als entrenervis del llom, que es guarnien amb motius vegetals o grotescs.

### Indumentària
Napoleó va abolir tot allò que es pogués relacionar amb l’aristocràcia i, en la indumentària, va eliminar cotilles, tontillos, calçons i sabates de taló, entre d'altres. Els vestits, tan de dones com d’homes, es van simplificar i flexibilitzar, tendint cap a siluetes més rectilínies que imitaven les de l’escultura grega i romana.
Pel que fa a la indumentària femenina, l’estil imperi es va manifestar en una línia de vestit inspirada en l’època napoleònica, amb formes i ornamentacions molt simplificades. La cintura es va elevar fins a sota el pit i, d’allà, sortia una faldilla llarga frunzida, fent un efecte de vestit camisa. En la mateixa línia, es van utilitzar robes més lleugeres i transparents, que revelaven la forma del cos. L’efecte d’estilització s'aconseguia, també, amb cues a les faldilles dels vestits i mànigues llargues. Igual que en els vestits femenins, en els masculins es buscava una estilització que es va assolir amb peces com els pantalons llargs o els colls alts, i la introducció del barret de copa.

## L'estil Imperi a Catalunya
A Espanya i Catalunya l’assimilació dels models francesos de l’estil Imperi va arribar ja a principis del segle XIX, i les noves formes es van relacionar amb el regnat de Ferran VII, motiu pel qual també se l’anomena estil fernandí.
Quant al mobiliari, els primers anys del segle XIX Catalunya també va adoptar les formes de l’estil Imperi, inspirades en l’antiguitat i el món egipci, que es van seguir treballant al llarg de tota la centúria. Així, en el moble burgès es va emprar igualment la fusta de caoba, que substituïa la de noguera, fent més evident el canvi d’estètica i la ruptura amb la tradició local. L’ús de fustes americanes com la caoba o la xicranda va ser habitual en el moble català fins ben bé la segona meitat de segle, combinades amb materials com el marbre. Els bronzes del país veí es van substituir per talles daurades que imitaven les mateixes formes i repertoris decoratius.